# Girls to Chat & Boys to Bounce
Girls to Chat & Boys to Bounce es el décimo álbum de estudio de la banda estadounidense Foghat, publicado en 1981 por Bearsville Records. Se trata del primer álbum del guitarrista Erik Cartwright con la agrupación, ingresando en reemplazo del guitarrista original Rod Price.

## Lista de canciones
Todas las canciones escritas por Dave Peverett, excepto donde se indique lo contrario.
1. "Wide Boy" - 2:44
2. "Let Me Get Close to You" (Nick Jameson) - 5:36
3. "Live Now - Pay Later" - 6:08
4. "Love Zone" - 5:19
5. "Delayed Reaction" - 6:14
6. "Second Childhood" - 5:15
7. "Weekend Driver" - 4:13
8. "Sing About Love" [Live] (Jameson) - 3:36

## Créditos
- Dave Peverett - voz, guitarra
- Erik Cartwright - guitarra líder
- Craig MacGregor - bajo
- Roger Earl - batería